# RootsTech
RootsTech é uma conferência e feira comercial sobre história da família e tecnologia realizada anualmente no Centro de Convenções de Salt Palace, em Salt Lake City, Utah. Estreou em 2011, sendo criada do zero por uma equipe do FamilySearch. A conferência afirma ser a maior conferência mundial de tecnologia de história da família. Ao longo dos anos, RootsTech recebeu diversas celebridades, personalidades da televisão e atores como palestrantes principais.

## História
Embora alguns afirmem que a RootsTech é um desdobramento de três conferências anteriores, a Conferência sobre História da Família e Genealogia Computadorizada, a Workshop de Tecnologia de História da Família e a Conferência de Desenvolvedores do FamilySearch, essas três conferências foram convidadas a participar da RootsTech original em 2011, mas algumas delas continuam existindo hoje. A conferência RootsTech foi um evento totalmente novo e diferente.
O RootsTech surgiu a partir de uma ideia discutida pelo ex-CEO da FamilySearch, Jay Verkler, e pelo Diretor de Genealogia da FamilySearch, David Rencher, para destacar os desafios de desenvolvimento enfrentados no campo da genealogia. Em julho de 2010, Anne Teerlink, AG©, CG® (anteriormente Anne Roach), foi convocada para criar, planejar e implementar a conferência desde o início, com a meta de lançá-la em fevereiro de 2011. Ela foi escolhida para a tarefa devido à sua vasta experiência tanto em tecnologia quanto em genealogia. Desde o começo de seu envolvimento na conferência de 2011, Teerlink destacou que estava projetando o evento para funcionar independentemente de sua presença e que não pretendia continuar como presidente no futuro. Ela desenvolveu o orçamento inicial, conduziu pesquisas com usuários para definir o nome da conferência, selecionou os responsáveis por cada segmento do evento, encontrou e escolheu os designers de locais e fornecedores de alimentos, criou todo o planejamento estratégico para o RootsTech e integrou elementos inovadores que ainda não eram vistos em conferências de genealogia em todo o mundo.
Segundo Teerlink, ela projetou a RootsTech inspirada na conferência JavaOne, incluindo elementos como unconferencing, jogos e diversão na área de exposição, competições e prêmios oferecidos a desenvolvedores para resolver problemas relacionados à genealogia, e apresentadores principalmente não remunerados. Para alcançar o número inicial desejado de participantes, Teerlink se reuniu com o gerente de Conferências e Workshops da BYU e ofereceu remuneração pelo uso de sua lista de e-mails de participantes de conferências de genealogia. Em troca, John Best, que trabalhava nas Conferências e Workshops da BYU, organizou e imprimiu o programa para a RootsTech 2011, e Teerlink nomeou Best como co-presidente da RootsTech 2011.
Teerlink já estava colaborando de perto com Gordon Clarke, que organizava anualmente a Conferência de Desenvolvedores do FamilySearch, um evento de menor escala, mas significativo, voltado exclusivamente para desenvolvedores que utilizam a Plataforma FamilySearch. A Conferência de Desenvolvedores do FamilySearch foi facilmente integrada ao RootsTech, pois Gordon Clarke se tornou uma peça-chave na atração de desenvolvedores de software que confiavam nele para participar do RootsTech. Clarke participou de todas as reuniões da conferência inaugural e desempenhou papéis essenciais, como o desenvolvimento do sistema inicial de chamada de trabalhos para palestrantes e outras funções importantes.
Teerlink já havia trabalhado com Christophe Giraud-Carrier, que presidiu o anual Workshop de Tecnologia de História da Família. Teerlink convidou os estudantes e desenvolvedores dessa conferência para apresentarem seus novos desenvolvimentos e receberem prêmios na primeira RootsTech em 2011. O Workshop de Tecnologia de História da Família continua a operar separadamente da RootsTech a partir de 2023.
Chris Van der Kuyl, da BrightSolid, patrocinou um evento noturno no Clark Planetarium. Matthew e Brian Monahan, proprietários da Inflection, ofereceram diários de couro e canetas como presentes para os palestrantes. Outros patrocinadores para almoços e outros itens incluíram Ancestry.com, Federação de Sociedades Genealógicas, New England Historic Genealogical Society, SharingTime.com e o Departamento de Ciência da Computação da BYU. Prêmios em dinheiro também estavam disponíveis para concursos de ciência da computação para estudantes. As trilhas de aulas incluíram Usuários de Tecnologia (TU) e Criadores de Tecnologia (TC), embora qualquer pessoa fosse bem-vinda para participar de qualquer uma das trilhas. Além disso, como a tecnologia submetida com até um ano de antecedência pode se tornar obsoleta, as "sessões de desconferência" permitiam que qualquer pessoa se inscrevesse na manhã de cada dia da conferência para apresentar suas tecnologias e metodologias mais recentes em sessões rápidas de 15 minutos.
A primeira conferência RootsTech foi realizada em Salt Lake City em fevereiro de 2011, atraindo cerca de 3.000 pessoas. Ela foi realizada novamente em 2012, com a participação de 4.500 pessoas. Em 2013, o evento contou com 6.700 participantes registrados, mais de 13.600 participantes remotos e muitos participantes e fornecedores de outros países ao redor do mundo. RootsTech havia se tornado a maior conferência de genealogia e história familiar realizada na América do Norte. O evento de 2014 foi realizado no Salt Palace, onde quase 13.000 pessoas participaram presencialmente, com mais de 100.000 participantes remotos. Na conferência RootsTech de 2015, Laura Bush e sua filha foram palestrantes principais. Mais de 25.000 pessoas participaram da RootsTech de 2016, vindas de 50 estados dos EUA e 30 países. Em 2019, o número de participantes pagos caiu 10% e as visualizações da transmissão ao vivo caíram 28% em comparação com 2018.
Em outubro de 2019, a RootsTech realizou uma conferência em Londres, com quase 10.000 pessoas participando.
O RootsTech Connect 2021 foi transformado em uma experiência virtual gratuita hospedada online em 11 idiomas. O evento contou com mais de 1 milhão de participantes de 242 países, que puderam assistir aproximadamente 2.000 sessões de aulas de genealogia sob demanda, ministradas por especialistas, arquivistas e empresas. A conferência de 2021 incluiu uma trilha de Genealogia Genética, um concurso de música e um salão de exposições virtual com 85 expositores.